# Rathaus (Lauf an der Pegnitz)

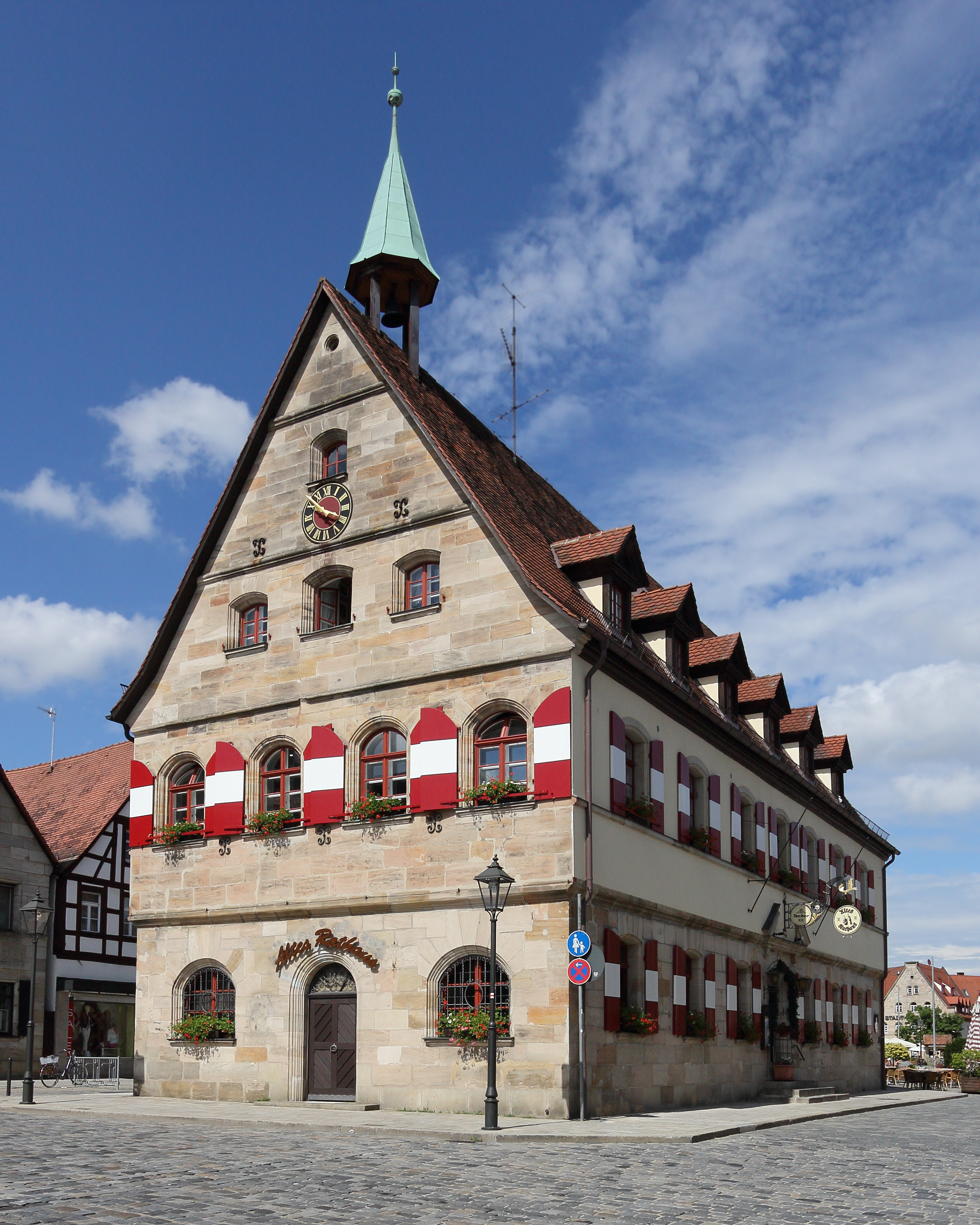
Rathaus in Lauf an der Pegnitz

Das Rathaus in Lauf an der Pegnitz, einer Stadt im mittelfränkischen Landkreis Nürnberger Land in Bayern, wurde um 1553 errichtet und 1603 nach Plänen des Stadtbaumeisters Gilg Bayr umgebaut. Das Rathaus am Marktplatz 1 ist ein geschütztes Baudenkmal. 
Der freistehende zweigeschossige Sandsteinbau mit Satteldach und Dachgauben hat eine Gesimsgliederung. Auf dem First sitzt ein offener Dachreiter mit Glocke, der von einem Spitzhelm mit Dachknauf bekrönt wird. 
Im Inneren sind Teile der historischen Ausstattung erhalten.